# René Primevère Lesson
René Primevère Lesson (20 de marzo de 1794-28 de abril de 1849) fue un cirujano, botánico y naturalista francés.
Estudió en Rochefort, y a la los dieciséis años, entró en la Escuela Médica Naval. Sirvió en la armada francesa durante las Guerras napoleónicas; en 1811 era tercer cirujano en la fragata Saal, y en 1813 segundo cirujano en la Regulus.
Fungió como cirujano en el viaje alrededor del mundo de La Coquille (1822-1825), y fue el responsable para coleccionar los especímenes de la historia natural con su cirujano compañero Prospere Garnot. Fue el primer naturalista en ver vivos aves de paraíso en las Molucas y en Nueva Guinea.
Al regresar a París pasó siete años preparando la sección zoológica vertebrada de la expedición realizada, Voyage au tour du monde sur La Coquille (1826-39). Durante este tiempo produjo también los siguientes trabajos Manuel d'Ornithologie (1828), Traité d'Ornithologie (1831), Centurie Zoologique (1830-32), Illustrations de Zoologie (1832-35). También produjo varias monografías en los colibrís y un libro de las aves de paraíso.
Su experiencia como cirujano a bordo, la publicó en dos volúmenes Manuel d'Histoire Naturelle Médicale et de Pharmacologie (1833), como un manual para los cirujanos navales.
En 1832 Lesson era farmacéutico en jefe designado de la armada francesa en Rochefort.

## Algunas publicaciones
- Manuel d'ornithologie, ou Description des genres et des principales espèces d'oiseaux, dos volúmenes, 1828
- Lesson, R.P. (1830-1831). Traité d'ornithologie, ou, Tableau méthodique des ordres, sous-ordres, familles, tribus, genres, sous-genres et races d'oiseaux: ouvrage entièrement neuf, formant le catalogue le plus complet des espèces réunies dans les collections publiques de la France (en francés). Vol. 1: pp. i–xxxii, 1–659. París: F. G. Levrault. Disponible en Biodiversitas Heritage Library.
- Manuel d'Histoire Naturelle Médicale et de Pharmacologie, 1833
- Espèces nouvelles d'oiseaux mouches, par R.P. Lesson. Revue zoologique par la Société cuviérienne, 1838, pp. 314-315[1]
- Oiseaux-Mouches nouveaux au très rares, decouverts par M. De Lattre dans son voyage en Amérique et décrits par MM. De Lattre et Lesson. Revue Zoologique par La Société Cuvierienne, 1839, pp. 13 ff.[2]
- Voyage autour du monde, entrepris par ordre du gouvernement sur la Corvette La Coquille, Pourrat frères. París, 1838-1839
- Instinct et singularités de la vie des Animaux Mammifères, Paulin. París, 1842
- Description de mammifères et d'oiseaux récemment découverts; précédée d'un Tableau sur les races humaines, 1847
- Histoire naturelle des zoophytes. Acalèphes, Roret. París, 1843
- La abreviatura «R.Lesson» se emplea para indicar a René Primevère Lesson como autoridad en la descripción y clasificación científica de los vegetales.[3]

## Abreviatura (zoología)
La abreviatura Lesson  se emplea para indicar a René Primevère Lesson como autoridad en la descripción y taxonomía en zoología.